# Бальзамов, Михаил Иванович
Михаил Иванович Бальза́мов (18 сентября [1 октября] 1909, Никифорово, Новоторжский уезд, Тверская губерния, Российская империя — 25 сентября 1966, Краснодар) — советский геолог, кандидат геолого-минералогических наук. Герой Социалистического Труда и лауреат Сталинской премии второй степени (1948).

## Биография
Родился 18 сентября (1 октября) 1909 года в деревне Никифорово Тверской губернии.
- 1935 — окончил МНИ имени И. М. Губкина по специальности инженер-геолог
- 1935—1936 — служил в РККА
- 1936—1941 — начальник геологической партии, геолог, главный геолог треста «Грознефтеразведка» в городе Грозный ЧИАССР
- 1938 — вступил в ВКП(б)
- 1941 — участник Великой Отечественной войны
- 1943 — техник по вооружению 1-й авиационной эскадрильи 62-го авиационного полка Военно-воздушных сил Черноморского флота, младший техник-лейтенант.
- 1946—1948 — главный геолог треста «Краснодарнефтеразведка»
- 1948—1956 — главный геолог объединения «Сахалиннефть». В сентябре 1951 года избран в состав Сахалинского областного комитета защиты мира[1]
- 1956—1957 — советник по геологии в Индии.

С 1957 г. персональный пенсионер.

## Научно-производственные и общественные достижения
Автор более 100 работ по геологии и нефтегазоносности Предкавказья и разработке методов газового каротажа.

## Ученые степени и звания
Кандидат геолого-минералогических наук

## Награды
- Герой Социалистического Труда (08.05.1948) — за открытие крупных нефтяных и газоконденсатных месторождений в Краснодарском крае
- Сталинская премия второй степени (1948) — за коренные усовершенствования методов поисков нефти, приведшие к открытию новых месторождений
- орден Ленина (08.05.1948)
- орден Отечественной войны II степени (29.10.1943)
- орден Трудового Красного Знамени
- Восемь медаль, в том числе:
  - Медаль «За трудовую доблесть»(1954)
  - Медаль «За трудовое отличие» (1951)
  - Медаль «За победу над Германией в Великой Отечественной войне 1941—1945 гг.»
  - Медаль «За оборону Кавказа»
  - Медаль «Двадцать лет Победы в Великой Отечественной войне 1941—1945 гг.»